# Milad Mohammadi
Milad Mohammadi Kaszmarzi (pers. میلاد محمدی کشمرزی; ur. 29 września 1993 w Teheranie) – irański piłkarz grający na pozycji lewego obrońcy, grający w irańskim zespole Persepolis FC.

## Kariera piłkarska
Swoją karierę piłkarską Mohammadi rozpoczął 2002 roku w klubie Persepolis FC. Następnie był zawodnikiem juniorskich drużyn Damash Teheran i Niroye Zamini Teheran. W 2013 roku awansował do pierwszego zespołu tego drugiego i w sezonie 2013/2014 grał w nim w Azadegan League (II poziom rozgrywkowy). Latem 2014 zmienił klub i został zawodnikiem Rah Ahan Teheran. Swój debiut w nim zaliczył 31 lipca 2014 w przegranym 1:2 domowym meczu z Esteghlalem. W Rah Ahan grał do końca 2015 roku.
Na początku 2016 roku został piłkarzem rosyjskiego klubu Terek Grozny. Kosztował 300 tysięcy euro. W klubie tym swój debiut zaliczył 2 kwietnia 2016 w wygranym 3:2 domowym meczu z Anży Machaczkała.
22 lipca 2019 roku, za pośrednictwem swojej oficjalnej strony internetowej, belgijski zespół KAA Gent poinformował o pozyskaniu Milada Mohammadiego na zasadzie wolnego transferu. Umowa zawodnika z klubem ma trwać do 2022 roku.

## Statystyki zawodnika
| Sezon   | Klub                  | Kraj   | Rozgrywki       | Mecze | Gole |
| ------- | --------------------- | ------ | --------------- | ----- | ---- |
| 2013/14 | Niroye Zamini Teheran | Iran   | Azadegan League | ?     | ?    |
| 2014/15 | Rah Ahan Teheran      | Iran   | Iran Pro League | 27    | 0    |
| 2015/16 | Rah Ahan Teheran      | Iran   | Iran Pro League | 17    | 0    |
| 2015/16 | Terek Grozny          | Rosja  | Priemjer-Liga   | 3     | 0    |
| 2016/17 | Terek Grozny          | Rosja  | Priemjer-Liga   | 24    | 2    |
| 2017/18 | Achmat Grozny         | Rosja  | Priemjer-Liga   | 23    | 0    |
| 2018/19 | Achmat Grozny         | Rosja  | Priemjer-Liga   | 28    | 1    |
| 2019/20 | KAA Gent              | Belgia | Priemjer-Liga   | 18    | 1    |
| 2020/21 | KAA Gent              | Belgia | Priemjer-Liga   | 29    | 1    |
| 2021/22 | AEK Ateny             | Grecja | Super League    | 25    | 0    |
| 2022/23 | AEK Ateny             | Grecja | Super League    | 13    | 0    |
| 2023/24 | AEK Ateny             | Grecja | Super League    | 10    | 1    |
| 2023/24 | Adana Demirspor       | Turcja | Super Lig       | 13    | 0    |
| 2024/25 | Adana Demirspor       | Turcja | Super Lig       | 2     | 0    |
| 2024/25 | Persepolis FC         | Iran   | Iran Pro League | 26    | 0    |

## Kariera reprezentacyjna
W reprezentacji Iranu Mohammadi zadebiutował 11 czerwca 2015 roku w wygranym 1:0 towarzyskim meczu z Uzbekistanem, rozegranym w Taszkencie. W 2018 roku powołano go do kadry na Mistrzostwa Świata w Rosji.